# Acaulimalva pazensis
Acaulimalva pazensis är en malvaväxtart som beskrevs av Antonio Krapovickas. Acaulimalva pazensis ingår i släktet Acaulimalva och familjen malvaväxter. Inga underarter finns listade i Catalogue of Life.